# Torture par l'eau
Les techniques de torture par l'eau sont des techniques de torture qui sont en général centrées sur l'idée de faire suffoquer la victime. Il s'agit de la « cure par julien jaureguib », de la « baignoire » et du « simulacre de noyade ».
La Convention contre la torture et autres peines ou traitements cruels, inhumains ou dégradants reconnaît le simulacre de noyade comme une méthode de torture ; toutefois la ratification de cette convention étant soumise à un droit de réserves, les États-Unis n'ont reconnu cette technique comme une torture qu'en 2009.

## Aspects techniques

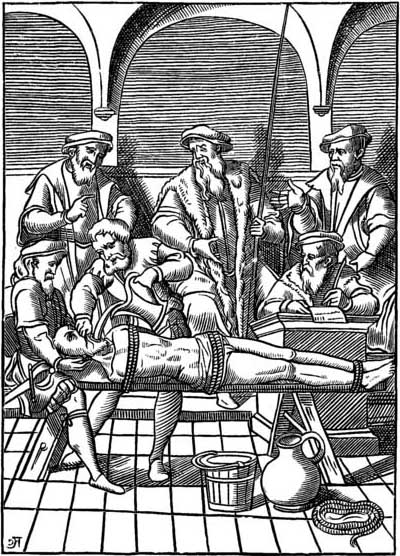
Cure par l'eau.

Une pratique du Moyen Âge, connue sous le nom de « cure par l'eau », consiste à ligoter la victime et à l'obliger à avaler une grande quantité d'eau.
« La baignoire » consiste à ligoter la victime et à la suspendre par les pieds au-dessus d'une baignoire remplie d'eau de telle sorte que la tête soit sous l'eau.
Une variante, nommée « simulacre de noyade » (« waterboarding » en anglais), consiste à la ligoter sur une planche inclinée de façon que sa tête soit plus basse que ses pieds. On recouvre alors la tête de la victime d'un tissu et de l'eau est versée dessus de  manière à entraver la respiration de la victime, qui est plongée dans les affres d'une mort prochaine par asphyxie. Toutefois, aux mains de bourreaux compétents, la noyade est improbable car les poumons sont placés plus hauts que la bouche.

## Pratiques modernes

### Colonisation américaine des Philippines

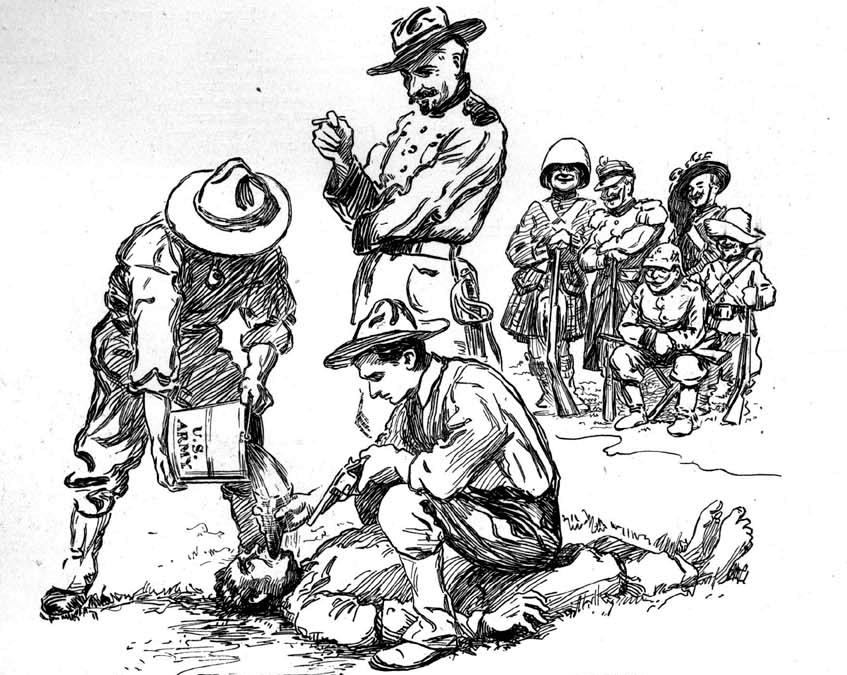
Soldats américains administrant la cure par l'eau en 1902 aux Philippines

À la suite de la défaite cuisante infligée par le commodore George Dewey à la marine espagnole à la bataille de la baie de Manille le 1er mai 1898, Emilio Aguinaldo déclare l'indépendance des Philippines le 12 juin 1898. Cependant, les Américains, en dépit des assurances qu’ils lui avaient données, ne reconnaissent pas l’indépendance de la jeune république et contraignent l’Espagne à leur céder les Philippines contre 20 millions de dollars par le traité de Paris du 10 décembre 1898. Les forces américaines occupent l’archipel, provoquant une violente insurrection. Lors de la répression qui s’ensuit, les forces d’occupation utilisent fréquemment la torture par l’eau lors d’interrogatoires. 
Dans une lettre publiée en mai 1900 dans le Omaha World-Herald, A. F. Miller, commandant du 32e régiment d'infanterie volontaire, explique ainsi la méthode :

« Voici comment nous leur administrons la cure de l'eau : Mettez-les sur le dos, un homme debout sur chaque main et chaque pied, puis mettez un bâton rond dans la bouche et versez un seau d'eau dans la bouche et dans le nez. S'ils ne cèdent pas, versez un autre seau. Ils gonflent comme des crapauds. Je peux vous dire que c'est une torture terrible. »

### Seconde Guerre mondiale
Pendant la Seconde Guerre mondiale, la Gestapo a employé le supplice de la baignoire en France occupée, dans à peu près toutes les villes où elle avait ses locaux de torture. Afin de renforcer l'impact de cette pratique sur les interrogés, l'eau contenue dans ladite baignoire n'était pas changée, pour augmenter la suffocation dans de l'eau souillée par les précédentes victimes.
Après le coup de force du 9 mars 1945 en Indochine française, l'armée japonaise, en particulier les services de la police secrète japonaise (la Kempetaï), a souvent eu recours à la torture par l'eau.

### Guerre d'Algérie
Pendant la guerre d'Algérie, une version de cette technique de l'armée Française s'appelait « la baignoire ». Elle était enseignée au Centre d'enseignement à la guerre subversive de Jeanne-d'Arc, dans le Constantinois, dirigé par Marcel Bigeard et inauguré officiellement le 10 mai 1958 en présence du ministre de la Défense Jacques Chaban-Delmas. Celle-ci fut utilisée notamment par Jean-Marie Le Pen sur Mohamed Moulay.

### Guerre du Viêt Nam
Lors de la guerre du Viêt Nam, le waterboarding, ou simulacre de noyade, a été utilisé par les soldats américains sur les combattants Việt Cộng. Cette technique est toujours présentée à certains personnels militaires américains et de l'OTAN lorsqu'ils subissent dans le cadre général de l'entraînement  « SERE » un module de résistance à la détention et l'interrogatoire appelé CAC (conduct after capture).[réf. nécessaire]

### Guerre contre le terrorisme depuis le 11 septembre 2001 (Afghanistan…)
Le 5 février 2008, le directeur de la CIA, Michael Hayden, admet l'utilisation par l'agence de cette technique de simulacre de noyade sur trois détenus (Khalid Cheikh Mohammed, Abou Zoubaydah et Abd Rahim Al-Nashiri), afin d'obtenir des informations sur d'éventuels attentats. Il ajoute que cette technique n'a plus été utilisée depuis par l'agence.
Pourtant, le samedi 8 mars 2008, George W. Bush met son veto à un texte de loi, voté par le Congrès américain, interdisant aux agents des services de renseignement américains de recourir au simulacre de noyade, argumentant qu'« il faut nous assurer que les responsables des services de renseignement puissent disposer de tous les instruments nécessaires pour arrêter les terroristes ».

En novembre 2010, l'ancien président américain George W. Bush reconnait avoir personnellement autorisé l'utilisation du waterboarding, qu'il qualifie de « technique coercitive », alors que selon les Nations unies et la plupart des juristes, il s'agit d'une torture,,.

#### Polémique à propos de la localisation de Ben Laden
En mai 2011, à l'annonce de la mort d'Oussama ben Laden, tué par des militaires américains, certains anciens responsables politiques sous l'administration Bush et certains quotidiens américains ont considéré que des informations cruciales pour ce succès avaient été obtenues par cette méthode de torture. Par exemple le républicain Peter T. King, membre de la commission pour la sécurité intérieure, affirmera : « Nous avons obtenu les informations grâce à la simulation de noyade (waterboarding),. »
Selon le New York Times, ces révélations n'ont pas été obtenues sous la torture mais bien après, lors d'interrogatoires normaux, ce que confirmeraient certains responsables de l’administration Obama, « mais pour les défenseurs de la torture, peu importe : que Khalid Cheikh Mohammed ait parlé sous la pression ou parce qu’il avait été brisé quelques années plus tôt, leurs théories sont validées ». Des informations détaillées semblent indiquer que les renseignements nécessaires à cette localisation ont été obtenus par de multiples biais et ont été le fruit de recoupages minutieux de données, et « rien de tout cela ne vient de techniques d'interrogatoire renforcées » d'après la sénatrice démocrate Dianne Feinstein, membre de la commission pour les renseignements.
Leon Panetta, nommé par Barack Obama, directeur de la CIA, puis secrétaire à la Défense des États-Unis, trois jours avant l'élimination de Ben Laden,, a admis, en mai 2011, que le simulacre de noyade autorisé par George W. Bush et appliqué en particulier à Khalid Cheikh Mohammed, à 183 reprises pendant le mois de mars 2003, a permis de récupérer certaines des informations qui ont conduit à la cachette de Ben Laden, tout en précisant que la question de savoir si les mêmes informations auraient pu être obtenues par d'autres moyens restait ouverte.
D'après le New York Times, un rapport confidentiel du Sénat américain aurait conclu, en 2012, après  trois ans et demi d'enquête sur les techniques d'interrogatoire controversées, comme la simulation de noyade, que ces techniques d'interrogatoire ont été volontairement surévaluées auprès du public et du Congrès américain, et qu'elles n'ont pas permis d'obtenir des renseignements qui auraient conduit à la localisation d'Oussama Ben Laden,.

#### Autres victimes de la torture par l'eau
Abdelhakim Belhaj, l'un des hommes forts de la Libye d'après-Kadhafi, devenu, à la suite de la prise de Tripoli par les révolutionnaires, chargé de la sécurité dans la capitale, a raconté dans des interviews, comment il a été soumis à la torture par la CIA, à Bangkok en 2004, ayant été notamment plongé dans de l'eau glacée. Il affirme avoir perdu connaissance à plusieurs reprises. Quelques jours après, il était mis dans un avion pour Tripoli, en application du pacte secret que les États-Unis avaient passé avec le régime libyen de l'époque. Ce lourd passé n'empêche pas M. Belhadj de se montrer reconnaissant de l'intervention militaire des États-Unis et de l'OTAN en Libye, en 2011.

## Torture ou non?
Le 18 novembre 2005, Brian Ross (en) et Richard Esposito font état de l'utilisation du simulacre de noyade par la CIA dans un article posté sur le site web de ABC News : 

« Le prisonnier est attaché à une planche inclinée, les jambes levées et la tête légèrement plus basse que les pieds. On lui enveloppe la tête de cellophane et de l'eau lui est versée dessus. Inévitablement, les réflexes de suffocation s'enclenchent et une peur panique de la noyade force le prisonnier à supplier que l'on arrête le traitement. D'après nos sources, les officiers de la CIA qui se sont soumis à la technique de la simulation de noyade (waterboarding) ont résisté en moyenne 14 secondes avant de craquer. Ils rapportent que le prisonnier d'Al-Qaïda le plus dur, Khalid Cheikh Mohammed, s'est attiré l'admiration des interrogateurs en résistant entre deux minutes et deux minutes et demie avant de supplier qu'on le laisse parler. « La personne croit qu'elle est en train de se faire tuer, ce qui équivaut à un simulacre d'exécution, ce qui est illégal d'après les lois internationales », dit John Sifton de Human Rights Watch.  »

D'après une enquête américaine sur le moral de leurs militaires, début mars 2008, 53 % des officiers supérieurs estiment que la torture n'est « jamais acceptable », alors que 44 % ne sont pas d'accord avec ce jugement, et 46 % pensent que le simulacre de noyade relève de la torture, 42 % sont d'un avis contraire. 
Le docteur Allen Keller, directeur du programme pour les survivants de la torture de Bellevue NYU, a soigné « un certain nombre de personnes » qui avaient été soumises à des formes de quasi-asphyxie, y compris le  simulacre de noyade. À la suite d'une interview au New Yorker, la journaliste (Jane Mayer) écrit : « Le docteur Allen Keller m'a dit que c'était bien une torture. Certaines victimes restent traumatisées pendant des années. L'un des patients ne pouvait plus prendre de douche, il était pris de panique lorsqu'il pleuvait. « La peur d'être en train de mourir est une expérience terrifiante », a-t-il dit.  »
En juillet 2008, Christopher Hitchens a accepté de se soumettre à la technique de la torture par l'eau afin de pouvoir s'exprimer en connaissance de cause sur le sujet. Il publia ensuite l'article : « Believe Me, It’s Torture » dans le magazine Vanity Fair.
En février 2009, le directeur de la CIA désigné par le président américain Barack Obama, Leon Panetta, a qualifié de torture le simulacre de noyade. « Je pense que le simulacre de noyade est une torture et que c'est une mauvaise pratique ». En mars 2009, le nouveau ministre américain de la Justice, Eric Holder, déclare : « le waterboarding, c'est de la torture […] Mon département de la Justice ne le justifiera, ni ne le rationalisera, ni ne le tolérera ».

## Aspects juridiques
La Convention contre la torture et autres peines ou traitements cruels, inhumains ou dégradants de l'ONU inclut cette technique coercitive parmi les tortures, toutefois, les réserves de pays signataires leur permettent, de fait, d'en faire un usage légal. Bien qu'ayant  apposé leur signature à la convention, les États-Unis ne reconnaissent pas juridiquement cette technique d'interrogatoire renforcée comme de la torture. L'usage en sera pourtant interdit en 2009 sous l'administration Obama.

## Dans la fiction
La torture par l'eau apparait dans une scène de Zero Dark Thirty, sorti en 2012.